# Schwedischer Fußballpokal der Männer 2014/15
Der schwedische Fußballpokal 2014/15 (auch Svenska Cupen 2014/15 genannt) war die 59. Austragung des Fußballpokalwettbewerbs der Männer. Die erste Runde begann am 3. Juni 2014. Das Finale fand am 17. Mai 2015 im Gamla Ullevi in Göteborg statt. Titelverteidiger war IF Elfsborg.
Pokalsieger wurde der IFK Göteborg, der das Finale gegen Örebro SK mit 2:1 gewann. Er war damit für die 2. Qualifikationsrunde der UEFA Europa League 2015/16 qualifiziert. Torschützenkönige wurden mit je sieben Toren der Däne Lasse Vibe von IFK Göteborg sowie der Schwede Richard Yarsuvat von Norrby IF.

## Modus
Der Wettbewerb begann im Sommer mit den Qualifikationsrunden der Landesverbände von Dalarnas und Örebro Läns. Die anderen Verbände ermittelten die Teilnehmer der ersten Runde über ihre Landespokalsieger. So traten in der ersten Runde Vereine der dritten Spielklasse oder darunter gegeneinander an.
Zu den 32 Gewinnern der ersten Runde stießen in der zweiten Runde die 32 bereits gesetzten Mannschaften der zwei höchsten schwedischen Spielklassen: der Allsvenskan und der Superettan. Dabei wurden, jeweils nach Nord und Süd getrennt, die gesetzten Mannschaften den Gewinnern der ersten Runde zugelost. Es folgte eine Gruppenphase mit acht Gruppen, in der jeder einmal gegen jeden der Gruppe spielte. Die jeweiligen Gruppensieger kamen ins Viertelfinale. Danach folgte noch das Halbfinale und im Mai schließlich das Finale.

## Teilnehmer
| Fotbollsallsvenskan (16) (Level 1)                                                                                            | Fotbollsallsvenskan (16) (Level 1)                                                                                          | Superettan (16) (Level 2) | Superettan (16) (Level 2) |
| --- | --- | --- | --- |
| - Åtvidabergs FF - IF Brommapojkarna - Djurgårdens IF - IF Elfsborg - Gefle IF - Falkenbergs FF - IFK Göteborg - BK Häcken    | - Halmstads BK - Helsingborgs IF - Kalmar FF - Malmö FF - Mjällby AIF - IFK Norrköping - Örebro SK - AIK Solna              | - Ängelholms FF - Assyriska Föreningen - Degerfors IF - GAIS Göteborg - Hammarby IF - Husqvarna FF - Jönköpings Södra IF - Landskrona BoIS                                               | - Ljungskile SK - Östers IF - Östersunds FK - IK Sirius - GIF Sundsvall - Syrianska FC - Varbergs BoIS - IFK Värnamo                                                    |
| Division 1 (17) (Level 3) | Division 1 (17) (Level 3)                                                                                                   | Division 2 (24) (Level 4) | Division 2 (24) (Level 4) |
| - Dalkurd FF - IK Frej - IS Halmia - Huddinge IF - Kristianstads FF - IFK Luleå - Motala AIF - Norrby IF - Nyköpings BIS      | - Örgryte IS - Oskarshamns AIK - IF Sylvia - FC Trollhättan - AFC United - Utsiktens BK - Valsta Syrianska IK - Västerås SK | - Akropolis IF - IFK Åmål - BW 90 IF - Carlstad United BK - Enskede IK - Eskilsminne IF - Eskilstuna City FK - IK Gauthiod - Grebbestads IF - Höganäs BK - FC Höllviken - Hudiksvalls FF | - Karlstad BK - Konyaspor KIF - Lindome GIF - Nacka FF - Sandviks IK - Sävedalens IF - Skövde AIK - Strömsbergs IF - Torns IF - Torslanda IK - Värmdö IF - Vasalunds IF |
| Division 3 (15) (Level 5) | Division 3 (15) (Level 5)                                                                                                   | Division 4 (7) (Level 6) | Division 6 (1) (Level 8) |
| - Asarums IF FK - Assyriska IK Jönköping - Kinna IF - IFK Kumla - Kvibille BK - IF Lödde - IFK Malmö - Myresjö IF/Vetlanda FK | - Nässjö FF - Nybro IF - Ockelbo IF - BK Olympic - Skoftebyns IF - Sollefteå GIF - Upsala IF                                | - Dalhem IF - Eneby BK - Gnosjö IF - Kungsbacka IF - Nora-Pershyttan BK - Östavalls IF - Ytterhogdals IK                                                                                 | - Wollmars FF |

## Termine
| Runde         | Datum                            | Spiele | Mannschaften | Neueinstiege |
| ------------- | -------------------------------- | ------ | ------------ | ------------ |
| 1. Runde      | 3. Juni bis 6. August 2014       | 32     | 96 → 64      | 61           |
| 2. Runde      | 20. August bis 15. November 2014 | 32     | 64 → 32      | 32           |
| Gruppenphase  | 21. Februar bis 8. März 2015     | 48     | 32 → 8       | keine        |
| Viertelfinale | 14. bis 15. März 2015            | 4      | 8 → 4        | keine        |
| Halbfinale    | 21. bis 22. März 2015            | 2      | 4 → 2        | keine        |
| Finale        | 17. Mai 2015                     | 1      | 2 → 1        | keine        |

## 1. Runde
Teilnehmer: 17 Vereine der Division 1, 24 Vereine der Division 2, 15 Vereine der Division 3, sieben Vereine der Division 4 und ein Team aus der Division 6. (Die Ligastufe ist in Klammern angegeben).
| Datum      |                            | Ergebnis              |                            |
| ---------- | -------------------------- | --------------------- | -------------------------- |
| 03.06.2014 | Kungsbacka IF (VI)         | 2:3                   | Sävedalens IF (IV)         |
| 17.06.2014 | Wollmars FF (VIII)         | 1:4                   | IK Frej (III)              |
| 18.06.2014 | IK Gauthiod (IV)           | 4:4 n. V. (3:4 i. E.) | Norrby IF (III)            |
| 18.07.2014 | Carlstad United BK (IV)    | 3:1 n. V.             | IFK Åmål (IV)              |
| 18.07.2014 | Östavalls IF (VI)          | 1:6                   | Hudiksvalls FF (IV)        |
| 19.07.2014 | Ytterhogdals IK (VI)       | 0:1                   | Sollefteå GIF (V)          |
| 20.07.2014 | Eskilsminne IF (IV)        | 7:1                   | FC Höllviken (IV)          |
| 28.07.2014 | Gnosjö IF (VI)             | 1:3                   | Assyriska IK Jönköping (V) |
| 29.07.2014 | Asarums IF FK (IV)         | 0:2                   | Kristianstads FF (III)     |
| 30.07.2014 | Upsala IF (V)              | 2:2 n. V. (3:4 i. E.) | Valsta Syrianska IK (III)  |
| 30.07.2014 | Nora-Pershyttan BK (VI)    | 1:4                   | Karlstad BK (IV)           |
| 31.07.2014 | Nässjö FF (V)              | 2:3                   | Oskarshamns AIK (III)      |
| 01.08.2014 | Eneby BK (VI)              | 0:7                   | Motala AIF (III)           |
| 02.08.2014 | Dalhem IF (VI)             | 0:3                   | Nyköpings BIS (III)        |
| 02.08.2014 | Ockelbo IF (VI)            | 00:12                 | Dalkurd FF (III)           |
| 04.08.2014 | Kvibille BK (VI)           | 0:1                   | IS Halmia (III)            |
| 05.08.2014 | Strömsbergs IF (IV)        | 2:4                   | Vasalunds IF (III)         |
| 05.08.2014 | Lindome GIF (IV)           | 1:2                   | Örgryte IS (III)           |
| 05.08.2014 | IF Lödde (V)               | 4:1                   | Höganäs BK (IV)            |
| 05.08.2014 | IFK Malmö (V)              | 1:4                   | Torns IF (IV)              |
| 05.08.2014 | IFK Kumla (V)              | 0:1                   | Skövde AIK (IV)            |
| 05.08.2014 | Konyaspor KIF (IV)         | 0:6                   | Huddinge IF (III)          |
| 05.08.2014 | Kinna IF (V)               | 1:6                   | Torslanda IK (IV)          |
| 05.08.2014 | Sandviks IK (IV)           | 2:3 n. V.             | IFK Luleå (III)            |
| 05.08.2014 | Skoftebyns IF (V)          | 0:3                   | FC Trollhättan (III)       |
| 06.08.2014 | Akropolis IF (IV)          | 1:2                   | Västerås SK (III)          |
| 06.08.2014 | Enskede IK (IV)            | 0:1                   | AFC United (III)           |
| 06.08.2014 | Grebbestads IF (IV)        | 0:1                   | Utsiktens BK (III)         |
| 06.08.2014 | Myresjö IF/Vetlanda FK (V) | 2:1                   | Nybro IF (V)               |
| 06.08.2014 | Eskilstuna City FK (IV)    | 2:1 n. V.             | IF Sylvia (III)            |
| 06.08.2014 | BW 90 IF (IV)              | 3:1                   | BK Olympic (V)             |
| 06.08.2014 | Värmdö IF (IV)             | 1:1 n. V. (4:3 i. E.) | Nacka FF (IV)              |

## 2. Runde
Teilnehmer: Die 32 Sieger der 1. Runde und alle Mannschaften der Allsvenskan 2014 und der Superettan 2014. Die Auslosung fand am 7. August 2014 statt.
| Datum      |                            | Ergebnis              |                           |
| ---------- | -------------------------- | --------------------- | ------------------------- |
| 20.08.2014 | Hudiksvalls FF (IV)        | 2:0                   | Husqvarna FF (II)         |
| 20.08.2014 | Nyköpings BIS (III)        | 1:3                   | Syrianska FC (II)         |
| 20.08.2014 | BW 90 IF (IV)              | 0:5                   | Östers IF (II)            |
| 20.08.2014 | Kristianstads FF (III)     | 2:1                   | Kalmar FF (I)             |
| 20.08.2014 | IF Lödde (V)               | 0:1                   | Ljungskile SK (II)        |
| 20.08.2014 | Sävedalens IF (IV)         | 2:5                   | Ängelholms FF (II)        |
| 20.08.2014 | Huddinge IF (III)          | 2:2 n. V. (5:4 i. E.) | Åtvidabergs FF (I)        |
| 20.08.2014 | Assyriska IK Jönköping (V) | 0:5                   | IFK Göteborg (I)          |
| 20.08.2014 | IK Frej (III)              | 1:5                   | IF Brommapojkarna (I)     |
| 20.08.2014 | IFK Luleå (III)            | 0:2                   | AIK Solna (I)             |
| 20.08.2014 | Dalkurd FF (III)           | 4:1                   | GIF Sundsvall (II)        |
| 20.08.2014 | Västerås SK (III)          | 3:1                   | Östersunds FK (II)        |
| 20.08.2014 | Vasalunds IF (III)         | 2:5                   | IK Sirius (II)            |
| 20.08.2014 | Valsta Syrianska IK (III)  | 2:3                   | Gefle IF (I)              |
| 20.08.2014 | FC Trollhättan (III)       | 2:1 n. V.             | Falkenbergs FF (I)        |
| 20.08.2014 | Skövde AIK (III)           | 4:5                   | Varbergs BoIS (II)        |
| 20.08.2014 | Eskilstuna City FK (IV)    | 0:2                   | Örebro SK (I)             |
| 21.08.2014 | Myresjö IF/Vetlanda FK (V) | 2:1 n. V.             | IFK Värnamo (II)          |
| 21.08.2014 | Sollefteå GIF (V)          | 0:1                   | Assyriska Föreningen (II) |
| 21.08.2014 | Torns IF (IV)              | 1:1 n. V. (7:8 i. E.) | Landskrona BoIS (II)      |
| 21.08.2014 | AFC United (III)           | 2:1 n. V.             | Degerfors IF (II)         |
| 21.08.2014 | Värmdö IF (IV)             | 0:2                   | Jönköpings Södra IF (II)  |
| 21.08.2014 | Oskarshamns AIK (II)       | 0:4                   | BK Häcken (I)             |
| 21.08.2014 | Örgryte IS (III)           | 1:2 n. V.             | Halmstads BK (I)          |
| 26.08.2014 | Torslanda IK (IV)          | 1:4                   | Helsingborgs IF (I)       |
| 03.09.2014 | Motala AIF (III)           | 0:4                   | Djurgårdens IF (I)        |
| 04.09.2014 | Norrby IF (III)            | 3:2 n. V.             | GAIS Göteborg (II)        |
| 07.09.2014 | Utsiktens BK (III)         | 0:2                   | Mjällby AIF (I)           |
| 11.09.2014 | Carlstad United BK (IV)    | 1:3                   | IFK Norrköping (I)        |
| 17.09.2014 | Karlstad BK (IV)           | 1:2                   | Hammarby IF (II)          |
| 22.10.2014 | Eskilsminne IF (IV)        | 1:6                   | IF Elfsborg (I)           |
| 15.11.2014 | IS Halmia (III)            | 1:2 n. V.             | Malmö FF (I)              |

## Gruppenphase
Für die Gruppenphase waren die 32 Sieger der zweiten Runde qualifiziert. Die Auslosung fand am 19. November 2014 statt. Dabei waren die 16 Erstligisten gesetzt, während die restlichen 16 ihnen zugelost wurden. Die Spiele wurden vom 21. Februar bis zum 8. März 2015 ausgetragen. In der Klammer ist die jeweilige Ligaebene angegeben, in der der Verein in der Saison 2014 spielte.

### Gruppe 1
| Datum      |                      | Ergebnis |                      |
| ---------- | -------------------- | -------- | -------------------- |
| 21.02.2015 | Hudiksvalls FF       | 1:4      | Jönköpings Södra IF  |
| 21.02.2015 | Malmö FF             | 3:0      | Assyriska Föreningen |
| 28.02.2015 | Hudiksvalls FF       | 0:5      | Malmö FF             |
| 28.02.2015 | Jönköpings Södra IF  | 2:0      | Assyriska Föreningen |
| 07.03.2015 | Assyriska Föreningen | 3:1      | Hudiksvalls FF       |
| 07.03.2015 | Malmö FF             | 4:0      | Jönköpings Södra IF  |

| Pl. | Verein                    | Sp. | S | U  | N | Tore    | Diff. | Punkte |
| --- | ------------------------- | --- | - | -- | - | ------- | ----- | ------ |
| 1.  | Malmö FF (I)              | 13  | 3 | 10 | 0 | 012:000 | +12   | 19     |
| 2.  | Jönköpings Södra IF (II)  | 3   | 2 | 0  | 1 | 006:500 | +1    | 06     |
| 3.  | Assyriska Föreningen (II) | 3   | 1 | 0  | 2 | 003:600 | −3    | 03     |
| 4.  | Hudiksvalls FF (IV)       | 3   | 0 | 0  | 3 | 002:120 | −10   | 0      |

### Gruppe 2
| Datum      |                        | Ergebnis |                        |
| ---------- | ---------------------- | -------- | ---------------------- |
| 21.02.2015 | FC Trollhättan         | 2:2      | IFK Göteborg           |
| 22.02.2015 | Myresjö IF/Vetlanda FK | 0:5      | Ljungskile SK          |
| 28.02.2015 | Ljungskile SK          | 1:1      | FC Trollhättan         |
| 28.02.2015 | Myresjö IF/Vetlanda FK | 0:6      | IFK Göteborg           |
| 08.03.2015 | FC Trollhättan         | 2:1      | Myresjö IF/Vetlanda FK |
| 08.03.2015 | IFK Göteborg           | 5:0      | Ljungskile SK          |

| Pl. | Verein                     | Sp. | S | U | N | Tore    | Diff. | Punkte |
| --- | -------------------------- | --- | - | - | - | ------- | ----- | ------ |
| 1.  | IFK Göteborg (I)           | 3   | 2 | 1 | 0 | 013:200 | +11   | 07     |
| 2.  | FC Trollhättan (III)       | 3   | 1 | 2 | 0 | 005:400 | +1    | 05     |
| 3.  | Ljungskile SK (II)         | 3   | 1 | 1 | 1 | 006:600 | ±0    | 04     |
| 4.  | Myresjö IF/Vetlanda FK (V) | 3   | 0 | 0 | 3 | 001:130 | −12   | 0      |

### Gruppe 3
| Datum      |                  | Ergebnis |                  |
| ---------- | ---------------- | -------- | ---------------- |
| 21.02.2015 | AIK Solna        | 4:0      | Landskrona BoIS  |
| 21.02.2015 | Kristianstads FF | 0:1      | Hammarby IF      |
| 28.02.2015 | Kristianstads FF | 0:3      | AIK Solna        |
| 01.03.2015 | Hammarby IF      | 1:1      | Landskrona BoIS  |
| 07.03.2015 | Landskrona BoIS  | 2:1      | Kristianstads FF |
| 07.03.2015 | AIK Solna        | 1:2      | Hammarby IF      |

| Pl. | Verein                 | Sp. | S | U | N | Tore    | Diff. | Punkte |
| --- | ---------------------- | --- | - | - | - | ------- | ----- | ------ |
| 1.  | Hammarby IF (II)       | 3   | 2 | 1 | 0 | 004:200 | +2    | 07     |
| 2.  | AIK Solna (I)          | 3   | 2 | 0 | 1 | 008:200 | +6    | 06     |
| 3.  | Landskrona BoIS (II)   | 3   | 1 | 1 | 1 | 003:600 | −3    | 04     |
| 4.  | Kristianstads FF (III) | 3   | 0 | 0 | 3 | 001:600 | −5    | 0      |

### Gruppe 4
| Datum      |                   | Ergebnis |                   |
| ---------- | ----------------- | -------- | ----------------- |
| 21.02.2015 | IF Elfsborg       | 4:0      | IK Sirius         |
| 22.02.2015 | AFC United        | 1:0      | IF Brommapojkarna |
| 28.02.2015 | IF Brommapojkarna | 1:3      | IK Sirius         |
| 01.03.2015 | AFC United        | 1:5      | IF Elfsborg       |
| 08.03.2015 | IK Sirius         | 3:1      | AFC United        |
| 08.03.2015 | IF Elfsborg       | 1:0      | IF Brommapojkarna |

| Pl. | Verein                | Sp. | S | U | N | Tore    | Diff. | Punkte |
| --- | --------------------- | --- | - | - | - | ------- | ----- | ------ |
| 1.  | IF Elfsborg (I)       | 3   | 3 | 0 | 0 | 010:100 | +9    | 09     |
| 2.  | IK Sirius (II)        | 3   | 2 | 0 | 1 | 006:600 | ±0    | 06     |
| 3.  | AFC United (III)      | 3   | 1 | 0 | 2 | 003:800 | −5    | 03     |
| 4.  | IF Brommapojkarna (I) | 3   | 0 | 0 | 3 | 001:500 | −4    | 0      |

### Gruppe 5
| Datum      |             | Ergebnis |             |
| ---------- | ----------- | -------- | ----------- |
| 21.02.2015 | Huddinge IF | 0:4      | Mjällby AIF |
| 25.02.2015 | BK Häcken   | 2:0      | Östers IF   |
| 28.02.2015 | Huddinge IF | 1:3      | BK Häcken   |
| 01.03.2015 | Mjällby AIF | 2:0      | Östers IF   |
| 07.03.2015 | Östers IF   | 3:0      | Huddinge IF |
| 07.03.2015 | BK Häcken   | 4:2      | Mjällby AIF |

| Pl. | Verein            | Sp. | S | U | N | Tore    | Diff. | Punkte |
| --- | ----------------- | --- | - | - | - | ------- | ----- | ------ |
| 1.  | BK Häcken (I)     | 3   | 3 | 0 | 0 | 009:300 | +6    | 09     |
| 2.  | Mjällby AIF (I)   | 3   | 2 | 0 | 1 | 008:400 | +4    | 06     |
| 3.  | Östers IF (II)    | 3   | 0 | 1 | 2 | 003:400 | −1    | 01     |
| 4.  | Huddinge IF (III) | 3   | 0 | 0 | 3 | 001:100 | −9    | 0      |

### Gruppe 6
| Datum      |               | Ergebnis |               |
| ---------- | ------------- | -------- | ------------- |
| 21.02.2015 | Örebro SK     | 3:3      | Varbergs BoIS |
| 22.02.2015 | Dalkurd FF    | 1:2      | Gefle IF      |
| 01.03.2015 | Dalkurd FF    | 0:1      | Örebro SK     |
| 01.03.2015 | Gefle IF      | 2:1      | Varbergs BoIS |
| 08.03.2015 | Varbergs BoIS | 2:0      | Dalkurd FF    |
| 08.03.2015 | Örebro SK     | 2:1      | Gefle IF      |

| Pl. | Verein             | Sp. | S | U | N | Tore    | Diff. | Punkte |
| --- | ------------------ | --- | - | - | - | ------- | ----- | ------ |
| 1.  | Örebro SK (I)      | 3   | 2 | 1 | 0 | 006:400 | +2    | 07     |
| 2.  | Gefle IF (I)       | 3   | 2 | 0 | 1 | 005:400 | +1    | 06     |
| 3.  | Varbergs BoIS (II) | 3   | 1 | 1 | 1 | 006:500 | +1    | 04     |
| 4.  | Dalkurd FF (III)   | 3   | 0 | 0 | 3 | 001:500 | −4    | 0      |

### Gruppe 7
| Datum      |                | Ergebnis |                |
| ---------- | -------------- | -------- | -------------- |
| 21.02.2015 | Djurgårdens IF | 0:0      | Ängelholms FF  |
| 22.02.2015 | Norrby IF      | 0:4      | IFK Norrköping |
| 01.03.2015 | IFK Norrköping | 2:0      | Ängelholms FF  |
| 01.03.2015 | Norrby IF      | 4:2      | Djurgårdens IF |
| 08.03.2015 | Ängelholms FF  | 0:5      | Norrby IF      |
| 08.03.2015 | Djurgårdens IF | 3:1      | IFK Norrköping |

| Pl. | Verein             | Sp. | S | U | N | Tore    | Diff. | Punkte |
| --- | ------------------ | --- | - | - | - | ------- | ----- | ------ |
| 1.  | IFK Norrköping (I) | 3   | 2 | 0 | 1 | 007:300 | +4    | 06     |
| 2.  | Norrby IF (II)     | 3   | 2 | 0 | 1 | 009:600 | +3    | 06     |
| 3.  | Djurgårdens IF (I) | 3   | 1 | 1 | 1 | 005:500 | ±0    | 04     |
| 4.  | Ängelholms FF (II) | 3   | 0 | 1 | 2 | 000:700 | −7    | 01     |

### Gruppe 8
| Datum      |                 | Ergebnis |                 |
| ---------- | --------------- | -------- | --------------- |
| 21.02.2015 | Västerås SK     | 2:2      | Halmstads BK    |
| 28.02.2015 | Halmstads BK    | 3:0      | Syrianska FC    |
| 01.03.2015 | Västerås SK     | 0:4      | Helsingborgs IF |
| 04.03.2015 | Helsingborgs IF | 2:2      | Syrianska FC    |
| 08.03.2015 | Syrianska FC    | 3:1      | Västerås SK     |
| 08.03.2015 | Helsingborgs IF | 1:1      | Halmstads BK    |

| Pl. | Verein              | Sp. | S | U | N | Tore    | Diff. | Punkte |
| --- | ------------------- | --- | - | - | - | ------- | ----- | ------ |
| 1.  | Helsingborgs IF (I) | 3   | 1 | 2 | 0 | 007:300 | +4    | 05     |
| 2.  | Halmstads BK (I)    | 3   | 1 | 2 | 0 | 006:300 | +3    | 05     |
| 3.  | Syrianska FC (II)   | 3   | 1 | 1 | 1 | 005:600 | −1    | 04     |
| 4.  | Västerås SK (III)   | 3   | 0 | 1 | 2 | 003:900 | −6    | 01     |

## Finalrunde

### Rangliste der Gruppensieger
| Pl. | Verein              | Sp. | S | U | N | Tore    | Diff. | Punkte |
| --- | ------------------- | --- | - | - | - | ------- | ----- | ------ |
| 1.  | Malmö FF (I)        | 3   | 3 | 0 | 0 | 012:000 | +12   | 09     |
| 2.  | IF Elfsborg (I)     | 3   | 3 | 0 | 0 | 010:100 | +9    | 09     |
| 3.  | BK Häcken (I)       | 3   | 3 | 0 | 0 | 009:300 | +6    | 09     |
| 4.  | IFK Göteborg (I)    | 3   | 2 | 1 | 0 | 013:200 | +11   | 07     |
| 5.  | Örebro SK (I)       | 3   | 2 | 1 | 0 | 006:400 | +2    | 07     |
| 6.  | Hammarby IF (II)    | 3   | 2 | 1 | 0 | 004:200 | +2    | 07     |
| 7.  | IFK Norrköping (I)  | 3   | 2 | 0 | 1 | 007:300 | +4    | 06     |
| 8.  | Helsingborgs IF (I) | 3   | 1 | 2 | 0 | 007:300 | +4    | 05     |

Platzierungskriterien: 1. Punkte – 2. Tordifferenz – 3. geschossene Tore – 4. Ligaplatzierung

### Viertelfinale
Für das Viertelfinale qualifizierten sich die acht Gruppensieger. Die Auslosung fand am 9. März 2015 statt. Dabei waren die besten vier Gruppensieger gesetzt, während die anderen vier ihnen zugelost wurden. In der Klammer ist die jeweilige Ligaebene angegeben, in der der Verein in der Saison 2014 spielte.
| Datum      |                  | Ergebnis |                     |
| ---------- | ---------------- | -------- | ------------------- |
| 13.03.2015 | Malmö FF (I)     | 0:1      | Örebro SK (I)       |
| 14.03.2015 | IFK Göteborg (I) | 2:0      | Helsingborgs IF (I) |
| 15.03.2015 | IF Elfsborg (I)  | 3:0      | Hammarby IF (II)    |
| 15.03.2015 | BK Häcken (I)    | 3:1      | IFK Norrköping (I)  |

### Halbfinale
Für das Halbfinale qualifizierten sich die vier Sieger des Viertelfinales. Die Auslosung fand gleichzeitig mit der des Viertelfinales am 9. März 2015 statt.
| Datum      |                  | Ergebnis |                 |
| ---------- | ---------------- | -------- | --------------- |
| 21.03.2015 | IFK Göteborg (I) | 3:0      | BK Häcken (I)   |
| 22.03.2015 | Örebro SK (I)    | 2:0      | IF Elfsborg (I) |

### Finale
| Paarung        | IFK Göteborg – Örebro SK |
| Ergebnis       | 2:1 (0:1) |
| Datum          | 17. Mai 2015 |
| Stadion        | Gamla Ullevi, Göteborg |
| Zuschauer      | 16.761 |
| Schiedsrichter | Martin Strömbergsson |
| Tore           | 0:1 Nkili (23.) 1:1 Vibe (67.) 2:1 Rieks (77.) |
| IFK Göteborg   | John Alvbåge – Emil Salomonsson, Mattias Bjärsmyr , Thomas Rogne, Haitam Aleesami – Jakob Ankersen (82. Tom Pettersson), Sebastian Eriksson, Søren Rieks, Gustav Svensson – Mikael Boman (69. Gustav Engvall), Lasse Vibe Cheftrainer: Jörgen Lennartsson                               |
| Örebro SK      | Oscar Jansson – Daniel Björnquist, Erik Moberg, Eiður Sigurbjörnsson, Patrik Haginge – Ahmed Yasin Ghani, Ayanda Nkili (79. Marcus Pode), Robert Åhman-Persson , Daniel Gustavsson (82. Samuel Mensah) – Karl Holmberg (79. Daniel Nordmark), Nordin Gerzić Cheftrainer: Alexander Axén |
| Gelbe Karten   | keine – Nkili (72.) |